# 고상돈
고상돈(高相敦, 1948년 12월 28일 ~ 1979년 5월 29일)은 과거 대한민국의 산악인이었다. 세계 최고봉 에베레스트 산(8,848m)를 등정한 최초의 한국인이다. 본관은 제주(濟州)이며 제주특별자치도 제주시에서 출생하였고 충청북도 청주시에서 성장하였다.

## 학력
- 청주상업고등학교 졸업
- 청주대학교 경영학과 중퇴

## 생애
청주대학교 경영학과 2학년을 마치고 중퇴하였다. 청주대학교 시절, 산악반에서 전문적 등반 훈련을 받았었다. 중퇴 후 청주 연초 제조창에서 근무하기 시작하며 직장 내에 '상당 산악회'를 조직해 활동하였다.
1970년 3월에는 대한 산악 연맹 회원으로 활동을 시작했고, 1974년~1977년까지 에베레스트 산 원정대 훈련에 참가하였다. 1975년엔 제1차 정찰대로 에베레스트 산 현지 훈련에 참가하고 1977년, 에베레스트 산 원정대 정규 대원으로 선발된다.
1971년 네팔 정부에 입산허가서를 제출한 지 6년 만인 1977년에 등반할 수 있었고, 그해 9월 15일 낮 12시 50분 에베레스트 산을 한국인 최초로 등정하였다. 우리나라는 세계에서 여덟번째로 에베레스트를 등정한 국가가 되었다. 당시 고상돈이 한 말은 “여기는 정상. 더 오를 곳이 없습니다”였다. 정상의 눈을 손으로 파헤친 뒤 성서(성경) 한 권하고 사진 석 장을 묻음으로써 먼저 간 동료들을 추모했다고 한다.
1979년 알래스카 산맥의 디날리산(6194m) 원정대에 참가하여 같은 해 5월 29일 등정에 성공하였으나, 하산 도중 이일교와 함께 해발 6,000미터 지점에서 1,000m 아래의 가파른 절벽 아래로 추락하여 30세의 젊은 나이로 사망하였다. 박훈규는 운이 좋게도 목숨은 건졌으나, 심한 동상으로 발가락 모두와 7개의 손가락을 절단하는 중상을 입었다.

## 사후
한라산 해발 1,100m 고지에 묘소가 있다. 그가 죽은 후, 고상돈대원 기념사업회가 조직되어 해마다 추모사업을 벌이고 있다. 2002년 6월 중순에 에베레스트 산에서 청소 활동을 벌이던 단체에 의해 고상돈 원정대의 깃발이 발견되었는데, 깃발에는 '77 K.E.E(77: 등반연도, K.E.E: Korea Everest Expedition)'라고 씌어 있다.

## 서훈
- 1977년 10월 6일 청년대상, 체육훈장 청룡상을 받았다.